# Amphionides reynaudii
Amphionides reynaudii är en kräftdjursart som först beskrevs av H. Milne Edwards 1832.  Amphionides reynaudii ingår i släktet Amphionides och familjen Amphionididae. Inga underarter finns listade i Catalogue of Life.